# کانون فیلمنامه‌نویسان سینمای ایران
کانون فیلم‌نامه‌نویسان سینمای ایران کانونی با هدفِ ساماندهیِ وضعیتِ فیلمنامه و حمایت از فیلم‌نامه‌نویسانِ ایرانی است.

## تاریخچه
در سال ۱۳۷۰ خورشیدی، کانون فیلم‌نامه‌نویسان سینمای ایران تقریباً هم‌زمان با چند صنفِ دیگر مانند کانون کارگردانان در خانهٔ سینما تأسیس شد. یک گروه یازده نفره متشکل از سیروس تسلیمی، سیامک تقی‌پور، فریدون جیرانی، کامبوزیا پرتوی، محمود حسنی، محمد آفریده، حسین ترابی، انسیه شاه‌حسینی، خسرو دهقان، اصغر عبداللهی و مجتبی متولی در دفترِ مجلهٔ گزارش فیلم و دفاتر دیگر سینمائی گرد هم آمدند و کانون فیلم‌نامه‌نویسان سینمای ایران را تأسیس کردند.

## کارها
از جمله فعالیت‌های کانون می‌توان به اهدای جایزه به فیلمنامه‌های برتر (تا پیش از راه اندازی جشن خانهٔ سینما) و تأسیس بانک فیلمنامه جهت حراست از فیلمنامه‌ها اشاره کرد.
کانون فیلم‌نامه‌نویسان در پی مذاکراتی با وزارت ارشاد، بانک فیلمنامه را به عنوان مرکزی جهت ثبت فیلمنامه‌ها در محل خانهٔ سینما تأسیس کرد. ایدهٔ اولیهٔ تشکیل چنین مرکزی از سال‌ها پیش در کانون فیلم‌نامه‌نویسان شکل گرفته بود؛ زیرا این نیاز احساس می‌شد که باید جایی برای ثبت فیلمنامه‌ها وجود داشته باشد تا به این ترتیب از آن‌ها حفاظت شود و امکان تخلفات مربوط به فیلمنامه به حداقل برسد. یکی دیگر از دلایل شکل‌گیری این ایده حذف مرحلهٔ تصویب فیلمنامه هنگامِ دریافتِ پروانه ساخت فیلم بوده‌است.